# Fano Jazz by the Sea
Fano Jazz by the Sea est un festival de jazz qui se déroule à Fano en Italie tous les ans au mois de juillet depuis 1993.

## Histoire
Le Fano Jazz by the Sea est né en 1991 comme un prolongement en bord de mer du plus célèbre festival Umbria Jazz, sous le nom d'Umbria Jazz by the Sea. Deux ans plus tard, il prend son nom actuel et sa direction artistique est confiée à Adriano Mazzoletti. D'une durée de 20 jours en 1993, et entièrement gratuit, le festival passe pour l'édition 1994 à 25 jours.
Adriano Pedini prend la direction artistique du festival en 1995, celui-ci passe de 20 à 8 jours ce qui va renforcer le côté culturel du festival qui ne va plus apparaître comme une suite de concerts. Les premiers concerts payants ont lieu lors de l'édition 1996.
De 1999 à 2003, le festival est réduit à 4 jours. À partir de 2004, il revient à une durée d'une semaine. Depuis 2006, il se déroule toujours dans la seconde moitié du mois de juillet.
En 2013, le festival a failli cesser ses activités après que la ville de Fano a diminué sa subvention. Une pétition en ligne a alors été lancée pour soutenir le festival. Plus de 1 500 sympathisants ont manifesté leur soutien, convainquant les autorités de l'époque de conserver un soutien économique à l'organisation du festival.
En 2019, le festival a compté 37 concerts dont 27 gratuits et 4 373 billets ont été vendus. Après une année 2020 marquée par la pandémie de Covid-19, 52 concerts dont 42 gratuits se sont déroulés en 2021 et 4 030 billets ont été vendus.